# 冠野智美
冠野 智美（かんの としみ、1977年12月23日 - ）は、日本の女優、声優。演劇集団 円所属。兵庫県明石市出身。

## 来歴
神戸女学院大学卒業。
1997年4月から3年間、兵庫県立ピッコロシアターにあるピッコロ演劇学校で学ぶ。2007年に『ベン10』のベン・テニスン役で初めて主役を演じた。
尼崎市役所に勤務していた経験を持つ。

## 出演作品
太字はメインキャラクター。

### 舞台
- 鏡花万華鏡 風流線 (演劇集団 円公演/紀伊國屋ホール)
- リチャード三世 (演劇集団 円公演/紀伊國屋ホール)
- まどさんのまど・まど  (円こどもステージ/シアターΧ）
- 東風 (演劇集団 円/ステージ円)
- オリユウノオバ物語(演劇集団 円/シアタートラム)
- おばけリンゴ(円こどもステージ/シアターΧ)
- まちがいつづき([[演劇集団 円/ステージ円)
- ロンサム・ウエスト(演劇集団 円|演劇集団円]]/ステージ円)
- 青い鳥ことりなぜなぜ青い(円こどもステージ/シアターΧ)
- 片手の鳴る音(サスペンデッズ/シアタートラム)
- あらしのよるに(円こどもステージ/シアターΧ)
- あわれ彼女は娼婦(演劇集団 円/ステージ円)

### テレビアニメ
- BECK（2005年、メラニー）
- ゴーストハント（2007年、吉見光可、吉見克己）
- 銀魂（2008年、女子B）

### 劇場版アニメ
- TIGER & BUNNY（2011年、Ms.バイオレット）
- コクリコ坂から（2011年、信子）

### 吹き替え

#### 担当女優
アメリカ・フェレーラ
- アグリー・ベティ（ベティ・スアレス）
- グッド・ワイフ2（ナタリー・フロレス）
- マイファミリー・ウェディング（ルシア・ラミレス）

アリソン・ピル
- スコットピルグリムVS邪悪な元カレ軍団（キム・パイン）
- ニュースルーム（マギー・ジョーダン）
- ミルク（アンネ・クロネンバーグ）

#### 映画
- アントマン&ワスプ:クアントマニア（ジェントーラ〈ケイティ・オブライアン〉[6]）
- インセプション（アリアドネ〈エリオット・ペイジ〉）※劇場公開版
- エージェント・オブ・ウォー（ヨニカ〈ヒラリー・ダフ〉）
- エグザイル 戦慄の絆（ナンシー〈オリヴィア・コールマン〉）
- エミリア・ペレス（リタ・モラ・カストロ〈ゾーイ・サルダナ〉[7]）
- OZ アウター・ゾーン（DG）
- おしゃべり魔法犬ファン（ウォホール）
- 華麗なるギャツビー（キャサリン〈アデレイド・クレメンス〉）
- キャンプ・ロック
- ザ・イースト（イジー〈エリオット・ペイジ〉）
- シックハウス（女子学生）
- ジャッジメント・デイ 地球崩壊（キャサリン〈ダニカ・マッケラー〉）
- ジャンプ・イン!（ヨランダ）
- スコット・ピルグリム VS. 邪悪な元カレ軍団（キム・パイン〈アリソン・ピル〉）
- スター・ウォーズシリーズ（ローズ・ティコ〈ケリー・マリー・トラン〉）
  - スター・ウォーズ/最後のジェダイ
  - スター・ウォーズ/スカイウォーカーの夜明け
- ゾディアック
- 007 慰めの報酬（ストロベリー・フィールズ〈ジェマ・アータートン〉）※ソフト版
- チェ 28歳の革命（アレイダ・マルチ〈カタリーナ・サンディノ・モレノ〉）
- D-WARS ディー・ウォーズ（ブランディ〈エイミー・ガルシア〉）
- デス・ライブ（オリヴィア〈ナタリー・マルティネス〉）
- ドニー・ダーコ2（コーリー〈ブリアナ・エヴィガン〉）
- NO ONE LIVES ノー・ワン・リヴズ（エマ〈アデレイド・クレメンス〉）
- バック・トゥ・ザ・フューチャーシリーズ
  - バック・トゥ・ザ・フューチャー（リンダ・マクフライ〈ウェンディ・ジョー・スパーバー〉）※BSジャパン版
  - バック・トゥ・ザ・フューチャー PART3（ストリックランドの息子〈ケイレブ・ヘンリー〉、リンダ・マクフライ〈ウェンディ・ジョー・スパーバー〉）※BSジャパン版
- パラダイス・ナウ（スーハ）
- ビッグ・バグズ・パニック（リーチー〈リンダ・パーク〉）
- ファントム・ファイアー
- 夫婦の楽園?! エデンへようこそ（シンシア〈クリスティン・ベル〉）※Netflix版
- ヘルプ 〜心がつなぐストーリー〜（ユージニア・スキーター・フェラン〈エマ・ストーン〉）
- ベン10 時との戦い（ベンジャミン・テニスン）
- ムーンライト（ポーラ〈ナオミ・ハリス〉）
- ヤング≒アダルト（サンドラ・フリーハウフ〈コレット・ウォルフ〉）

#### ドラマ
- iCarly（トゥルーディ）
- アメリカン・ゴシック 〜偽りの一族〜
- アンダー・ザ・ドーム（リンダ・エスキヴェル〈ナタリー・マルティネス〉）
- ER XIV 緊急救命室（エレナ・ベガ〈クリスティナ・ヴィダル〉） #292
- WITHOUT A TRACE/FBI 失踪者を追え!（シーズン：ライラ#18、シーズン4：ジェーン#19、シーズン7：キャラ#16）
- KAOS/カオス（ペルセポネ〈レイキー・アヨーラ〉）
- GIRLS/ガールズ（ハンナ〈レナ・ダナム〉）
- ギルモア・ガールズ（オリヴィア）
- クリミナル・マインド6 FBI行動分析課（ルネ・マトリン）
- クリミナル・マインド14 FBI行動分析課 (コートニー)
- グレイズ・アナトミー8（リリー）
- コールドケース7 ザ・ファイナル（ヴィクトリア・モンテロ）
- ジェリコ 閉ざされた街（ヘザー）
- SCORPION/スコーピオン3 #23
- スペシャル・ユニット GSG-9 対テロ特殊部隊（ペトラ・ヘルムホルツ〈フロレンティーネ・ラーメ〉）
- DEUCE/ポルノストリート in NY（ダーリーン〈ドミニク・フィッシュバック〉）
- ナース・ジャッキー
- NIKITA / ニキータ（ハンナ・クシコ）
- ニュースルーム（マギー・ジョーダン〈アリソン・ピル〉）
- 犯罪心理分析官インゲル・ヴィーク〜消えた大統領〜（イェシカ・オストルンド〈アニャ・ルントクヴィスト〉）
- ファン・ジニ（エンム）
- プライベート・プラクティス 迷えるオトナたち（ヘザー）
- ブラインドスポット4 タトゥーの女 #18（ジニー・ケリング〈コルビー・ミニフィー〉）
- ブラザーズ&シスターズ
- ベートーベン・ウィルス（ハ・イドゥン〈ヒョン・ジュニ〉）
- 4400 未知からの生還者（キャシー）
- ボードウォーク・エンパイア 欲望の街
- ボディ・オブ・プルーフ2 死体の証言（ドーラ・メンソン〈ダナ・デイヴィス〉）
- ミルドレッド・ピアース 幸せの代償
- 私はラブ・リーガル2（ホープ・プレンティス〈レイシャ・ヘイリー〉）

#### アニメ
- アドベンチャー・タイム（マーセリン）
- おさるのジョージ（パティ）
- カンフー・パンダ4 伝説のマスター降臨（ジェン[8]）
- ベン10（ベンジャミン・テニスン、ケニー・テニスン、アップグレード、ディトー）
  - ベン10 オムニトリックスの秘密（ベンジャミン・テニスン）
  - ベン10 アルティメット・エイリアン（ベンジャミン・テニスン〈10歳〉）
  - ベン10 消えたアズマス（ベンジャミン・テニスン〈10歳〉）
  - ベン10 オムニバース（ベンジャミン・テニスン〈11歳〉）
  - ベン:10（ベンジャミン・テニスン）
- LEGO スター・ウォーズ/オールスターズ（ローズ・ティコ）
- LEGO スター・ウォーズ/サマー・バケーション（ローズ・ティコ）
- LEGO スター・ウォーズ/ホリデー・スペシャル（ローズ・ティコ）
- LEGO スター・ウォーズ/リビルド・ザ・ギャラクシー（ダース・ローズ）

### ラジオドラマ
- 青春アドベンチャー（NHK-FM）
  - 哲ねこ七つの冒険（2007年8月） - プルル
  - 終末のフール（オムニバス）（2010年2月）
  - 砂漠の王子とタンムズの樹（2014年9月） -グー王子
  - ギルとエンキドゥ（2018年11月）
  - 夜に星を放つ（オムニバス）第4話「湿りの海」（2023年8月）
- FMシアター（NHK-FM）
  - ハバナへの旅（2007年10月）
  - 生き直すパート2〜理学療法士・砂川晴美〜（2008年6月） - 山村洋子
  - 生き直すパート3〜理学療法士・砂川晴美〜（2009年4月） - 山村洋子
  - うさぎの神様（2011年6月）
  - ティティヴィルスの見えない蜂（2016年4月）
  - まなざし（2020年1月）
  - 手を振る仕事（2021年4月）
  - ホットサンド（2023年4月）
  - 失われた夢を求めて（2023年6月）
  - オレンジの誓い（2024年2月）
  - ハッピーバースデートゥーミー！（2024年3月）
  - それは誠（2024年6月）

### CM
- カートゥーン ネットワークスポットCM（ベンジャミン・テニスン）